# Escolitins
Els escolitins (Scolytinae) són una gran subfamília de coleòpters de la família dels curculiònids. La subfamília inclou uns 220 gèneres i unes 6.000 espècies (tantes com mamífers). Les larves són xilòfagues (mengen fusta), i algunes ataquen i maten arbres i reben el nom vulgar de barrinadors de les escorces; sovint són greus plagues per als boscos. D'altres s'alimenten de restes d'arbres morts i per això tenen un paper essencial en la renovació dels ecosistemes forestals.
Durant molts anys van ser considerats una família independent, amb el nom d'escolítids (Scolytidae), però avui hi ha consens que s'han de classificar com una subfamília de curculiònids.

## Taxonomia

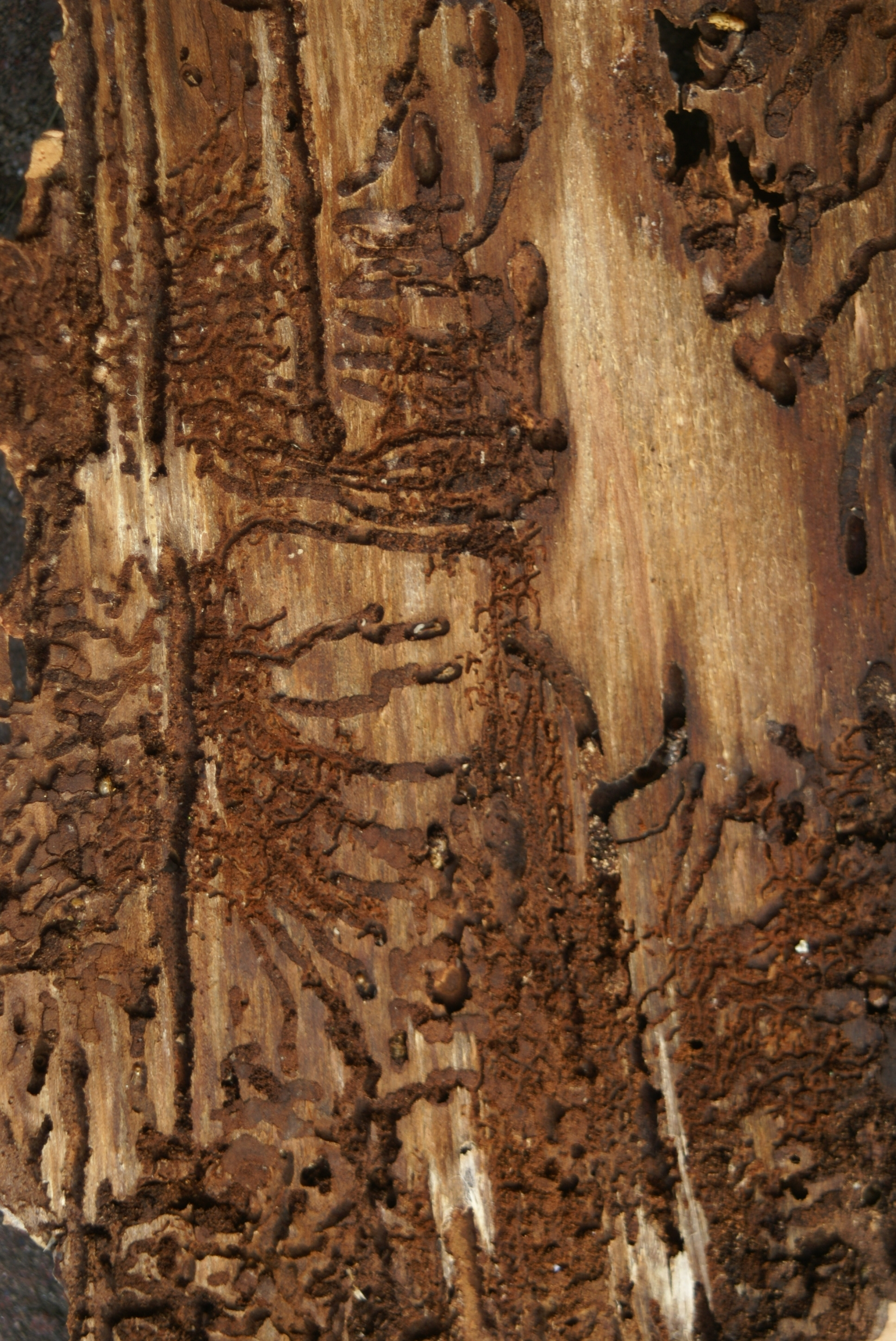
Galeries en un tronc causades per les larves de Crypturgus pusillus

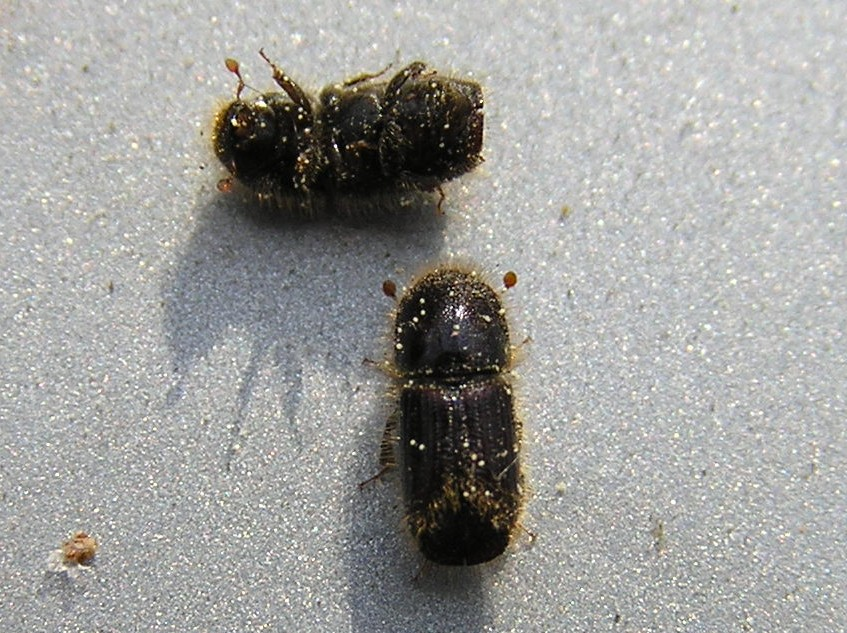
Ips typographus, una espècie freqüent als Països Catalans

La àmplia subfamília dels escolitins es subdivideix en 29 tribus:
- Tribu Amphiscolytini Mandelshtam and Beaver, 2003
- Tribu Bothrosternini Blandford, 1896
- Tribu Cactopinini Chamberlin, 1939
- Tribu Carphodicticini Wood, 1971
- Tribu Coptonotini Chapuis, 1869
- Tribu Corthylini LeConte, 1876
- Tribu Cryphalini Lindemann, 1877
- Tribu Crypturgini LeConte, 1876
- Tribu Cylindrobrotini † Kirejtshuk, et al., 2009
- Tribu Diamerini Hagedorn, 1909
- Tribu Dryocoetini Lindemann, 1877
- Tribu Hexacolini Eichhoff, 1878
- Tribu Hylastini LeConte, 1876
- Tribu Hylesinini Erichson, 1836
- Tribu Hylurgini Gistel, 1848
- Tribu Hyorrhynchini Hopkins, 1915
- Tribu Hypoborini Nüsslin, 1911
- Tribu Ipini Bedel, 1888
- Tribu Micracidini LeConte, 1876
- Tribu Phloeosinini Nüsslin, 1912
- Tribu Phloeotribini Chapuis, 1869
- Tribu Phrixosomatini Wood, 1978
- Tribu Polygraphini Chapuis, 1869
- Tribu Premnobiini Browne, 1962
- Tribu Scolytini Latreille, 1804
- Tribu Scolytoplatypodini Blandford, 1893
- Tribu Xyleborini LeConte, 1876
- Tribu Xyloctonini Eichhoff, 1878
- Tribu Xyloterini LeConte, 1876